# Head and Neck Support system

1. HANS-systeem 2. Veiligheidsbanden 3. Helm anker 4. Schouderondersteuning

Het Head and Neck Support system (ook wel kortweg HANS system genoemd) is een veiligheidssysteem uit onder andere de Formule 1, bedoeld om bij een crash de krachten die hoofd en nek van de coureur te verwerken krijgen te beperken. Het HANS-systeem is een uitvinding uit 1980 van een professor aan de Michigan State University genaamd Dr. Robert Hubbard.

## Werking
Het basisidee achter het HANS-systeem is simpel: het lichaam van een coureur zit vastgesnoerd in zijn wagen en blijft bij een ongeval doorgaans goed beschermd. Het hoofd wordt echter alleen in bedwang gehouden door de nek- en schouderspieren van de coureur met regelmatig zwaar (ook wel dodelijk) hoofd- en nekletsel tot gevolg. Het HANS-systeem bestaat uit een beugel op de schouders die de bewegingen van de helm beperkt zonder de coureur tijdens een normale race in de weg te zitten.

## Formule 1
Na de dodelijke ongelukken van Roland Ratzenberger (wiens dood was veroorzaakt door een schedelbasisfractuur, iets wat het HANS-systeem voorkomt) en Ayrton Senna in 1994 werd er gekeken hoe dit soort ongevallen in de toekomst voorkomen konden worden. Na tests bleek dat het al sinds 1990 op de markt zijnde HANS-systeem deed waarvoor het was ontworpen, maar dat het te groot en dus onbruikbaar was voor gebruik in Formule 1-wagens. Een speciale compactere versie voor de Formule 1 werd ontwikkeld met als uiteindelijke resultaat dat dit systeem in de Formule 1 sinds 2003 verplicht is voor alle coureurs.

## In gebruik bij
- Champ Cars: verplicht vanaf 2001 (op ovals)
- Formule 1: verplicht vanaf 2003
- NASCAR: verplicht vanaf 2005, daarvoor was ook een Hutchens device toegestaan
- World Rally Cars: verplicht vanaf 2005
- Australian Supercars: verplicht vanaf 2005
- Monster trucks: niet verplicht, maar wordt wel gebruikt